# هلولة الغالاباغوس
هلولة الغالاباغوس (الاسم العلمي:Hellula galapagensis) هي نوع من الحشرات تتبع جنس الهلولة من فصيلة عثث العشب.